# 13820 Schwartz
13820 Schwartz eller 1999 VQ är en asteroid i huvudbältet som upptäcktes den 1 november 1999 av den amerikanske astronomen Charles W. Juels vid Fountain Hills-observatoriet. Den är uppkallad efter Michael Schwartz.
Asteroiden har en diameter på ungefär 11 kilometer och den tillhör asteroidgruppen Themis.